# Чарадицький потік
Чарадицький потік (словац. Čaradický potok) — річка в Словаччині; права притока Грону довжиною 11.1 км. Протікає в округах Злате Моравце і Левіце.
Витікає в масиві Погронський Іновець на висоті 585 метрів. Протікає територією сіл Чарадиці і Козаровце.
Впадає в Грон на висоті 178 метрів.